# Акантоциніні
Акантоциніні (Acanthocinini) — триба жуків з родини вусачів.

## Роди
- Довговус (Acanthocinus Dejean, 1821)
- Вусач сірий (Leiopus Audinet-Serville, 1835)
- Вусач-щітник (Exocentrus Dejean, 1835)